# Joel P. West
Joel P. West is een Amerikaans componist, singer-songwriter en gitarist, oorspronkelijk gevestigd in San Diego.
West is de zanger en gitarist van de band The Tree Ring (ook bekend als Joel P. West and the Tree Ring) en Flood Coats. Hij staat ook bekend om zijn samenwerkingen met filmmaker Destin Daniel Cretton, waarbij hij films van hem componeerde als Short Term 12 (2013) en Shang-Chi and the Legend of the Ten Rings (2021).

## Discografie

### Albums
| Jaar | Titel                   | Opmerkingen          | Bron   |
| ---- | ----------------------- | -------------------- | ------ |
| 2007 | Something Makes Us Move | EP                   | [ 6 ]  |
| 2008 | Dust Jacket             |                      | [ 7 ]  |
| 2011 | Generous Shadows        | met The Tree Ring    | [ 8 ]  |
| 2011 | Shoulder Seasons        | EP                   | [ 9 ]  |
| 2012 | Brushbloom              | met The Tree Ring    | [ 10 ] |
| 2014 | Flood Coats             | EP / met Flood Coats | [ 11 ] |
| 2014 | Ten Rivers              | met The Tree Ring    | [ 12 ] |
| 2017 | Vaquita                 | met Flood Coats      | [ 13 ] |
| 2019 | Smaller                 |                      | [ 14 ] |
| 2019 | False Klamath           | EP                   | [ 15 ] |
| 2023 | Sonora                  |                      | [ 16 ] |

## Filmografie
| Jaar | Titel                                     | Opmerkingen                               |
| ---- | ----------------------------------------- | ----------------------------------------- |
| 2012 | I Am Not a Hipster                        |                                           |
| 2013 | Short Term 12                             |                                           |
| 2014 | About Alex                                |                                           |
| 2015 | Grandma                                   |                                           |
| 2015 | Safelight                                 |                                           |
| 2015 | Band of Robbers                           |                                           |
| 2016 | Youth in Oregon                           |                                           |
| 2017 | All Summers End                           |                                           |
| 2017 | The Bachelors                             |                                           |
| 2017 | The Glass Castle                          |                                           |
| 2019 | Just Mercy                                |                                           |
| 2021 | Shang-Chi and the Legend of the Ten Rings |                                           |
| 2024 | The Ark and the Aardvark                  | met Christopher Franke / in postproductie |

## Overige producties

### Documentaires
| Jaar | Titel              | Opmerkingen |
| ---- | ------------------ | ----------- |
| 2015 | Janey Makes a Play |             |
| 2015 | I Am Sun Mu        |             |